# Пушкин, Евстафий Михайлович
Евстафий (Остафий) Михайлович Пушкин (? — 1603) — стольник, воевода, думный дворянин (с 1598) и дипломат.

## Биография
Представитель дворянского рода Пушкиных. Старший сын воеводы Михаила Фёдоровича Пушкина (? — 1607). Младшие братья — Иван Большой, Никита, Леонтий и Иван Меньшой.
В 1572 году во время ливонского похода Евстафий Пушкин «дозирал сторожи» в царском стане. В 1573 году он находился в числе поезжан на свадьбе ливонского короля Магнуса с княжной Марией Владимировной Старицкой (двоюродной племянницей Ивана Грозного).
В 1574 году Е. М. Пушкин служил воеводой в Новосили, а затем был назначен воеводой в полку правой руки. В 1576—1577 годах — второй воевода передового полка в Ливонской войне, в 1579 году — воевода «у наряду» (артиллерия), в 1580 году — одни из полковых воевод в Смоленске, в «большом городе». На этой должности вступил в местнический спор с князем Иваном Гагариным и «бил челом» царю. Иван Грозный приказал воеводам в Смоленске быть «без мест со старшим воеводой князем Курлятевым».
В апреле 1581 года царское правительство отправило к польскому королю Стефану Баторию посольство под руководством Е. М. Пушкина, получившего титул наместника муромского, Ф. А. Писемского и дьяка Трифонова. Послы получили царский наказ: «Послы не должны отдавать верющей грамоты никому, кроме короля; должны требовать, чтоб их непременно представили Баторию; а если станут их укорять или бесчестить, или бранить, или бить, то на укоризну, бесчестье и брань отвечать, смотря по делу, что будет пригоже, и как их Бог вразумит, слегка, а не браниться, против побоев терпеть, и стоять накрепко, чтоб их отпустили к королю, а пока у короля не будут, до тех пор грамоты верющей никому не давать и посольства ни перед кем не править».
27 мая 1581 года король Речи Посполитой Стефан Баторий принял русских послов в Вильно. На аудиенции русские дипломаты сообщили о желании Ивана Грозного удержать за собой четыре города в Ливонии: Нейгауз, Нейшлос, Нейрмюлен и Нарву. Но Стефан Баторий потребовал уступить Речи Посполитой все ливонские земли, оккупированные русскими войсками, а польские вельможи сказали послам: «вы пришли не с посольством, а с торговлею о Ливонии, то есть опять с бездельем».
В июне 1581 года Е. Пушкин и Ф. Писемский доносили царю Ивану Грозному из Вильно, что польский король Стефан Баторий часто принимает московского перебежчика Давида Бельского, который рассказывает ему «про всякие Государевы дела». 20 июня Стефан Баторий уехал из Вильно и приказал русским послам следовать за собой. После своего возвращения из Польши в 1582 году Евстафий Пушкин и Фёдор Писемский по поручению царя вели переговоры с папским послом Антонио Поссевино.
В 1583 году Е. М. Пушкин был одним из судей, отправленных на литовскую границу, для размежевания спорных земель. В 1584 году — один из воеводой в Новгороде. В 1588 году — береговой воевода, находился у обоза. В 1591 году Евстафий Пушкин был отправлен в Астрахань, чтобы расследовать дело о внезапной смерти крымского царевича Мурад Герая. По приказу царя Фёдора Иоанновича Евстафий Пушкин пытал «ведунов», будто бы «испортивших» царевича. Не добившись от них ничего пыткой, он призвал врача-араба и велел ему их допросить, а потом сжечь.
В 1592 году Евстафий Михайлович Пушкин, получивший титул наместника елатомского, был назначен вести дипломатические переговоры со шведским посольством на реке Нарова. 18 мая 1595 года он подписал Тявзинский договор о мире со Швецией, добившись от неё уступки Карелии.
В 1597 году Е. М. Пушкин присутствовал во время торжественного приёма царем в Золотой палате посла германского императора. В 1598 году думный дворянин Евстафий Пушкин подписал соборное постановление об избрании на царский престол Бориса Фёдоровича Годунова.
2 февраля 1601 года «послал царь Борис в Сибирь Пушкиных Остафья с братьею за опалу, что на него доводили люди его, Филипка да Гришка; поместья и вотчины велел описать, а фивоты распродать». Евстафий Пушкин был назначен вторым воеводой в Тобольске при главном воеводе Фёдоре Ивановиче Шереметеве.
В 1603 году Евстафий Михайлович Пушкин скончался в Тобольске, оставив после себя пять сыновей и трёх дочерей:
- Алексей (ум. после 1636), дворянин московский (1627), стряпчий (1636)
- Михаил (ум. после 1638), сотенный голова, воевода и дворянин московский (1611)
- Иван (ум. после 1611), стольник (1611)
- Никита (ум. до 1649), дворянин московский (1627), стряпчий (1635) и воевода
- Анна, жена Петра Ресина
- дочь, жена Василия Борисовича Сукина
- дочь, жена князя Андрея Дмитриевича Хилкова